# 神无月的巫女
《神无月巫女》是介錯創作的日本漫畫作品，和依此改編的全12集電視動畫。

## 概要
在许多的百合动画之中，少数比较深入讨论女同性恋的课题的一个。其它大部分都是以同性友情来带过，而不像本作能够那么直截了当，而且十分深入地描写到她们的心理。
漫畫版及動畫版的結局部分都各留下令人遐想的空間
漫畫版內容較為嚴肅，動畫版在情感的鋪陳上較深刻。
本作題作的構成元素包括日常學園、日本古代神話、巫女、法術、武術格鬥、機械人戰鬥等很多元素，在選材上採取的方向相當特殊。

## 故事簡介
远古之神"大蛇"企图灭世，因而產生了兩位救世巫女。兩位巫女經由不停的輪迴轉世，相遇後以兩人之力封印住大蛇。而原本只是普通高中生、却是"日之巫女"的轉世"来栖川姬子"以及"月之巫女"的轉世"姬宫千歌音"，为了再次封印大蛇，不得不想办法召唤传说中的剑神"天叢雲"。大蛇的八個僕人們（人性的八個黑暗面）為阻止兩人召喚天之叢雲，而屢次對她們發動襲擊；这时，原本应该是大蛇之一順序七的"大神相马"因为暗恋姬子已久，而背叛了大蛇的意志，屡次地拯救她们，但卻又引發了另一場風波。不停輪迴的兩人，無法分離的命運，這是身為「神無月之巫女」的命運。

## 登場人物

### 主要角色
來栖川姬子（配音：下屋則子）
就讀乙橘學園一年級，日之巫女的投胎轉世，身負著讓負責封印邪惡大蛇的劍神「天叢雲」復活的使命。個性非常純真，常在與自己意氣相投的友人前面露出率直的笑容，但由於她對凡事都很努力，所以有機會因此無法察覺到他人的想法，都認為是個遲鈍的女孩，或許是因為她不幸的身世導致她非常的自閉，不擅長與人交往。興趣是攝影與看漫畫，喜歡吃甜的煎蛋捲，不喜歡吃香菇。
姬宮千歌音（配音：川澄綾子）
乙橘學園一年級學生，月之巫女的投胎轉世，與姬子同樣都身負著讓負責封印邪惡大蛇的劍神「天叢雲」復活的使命。出生於名門世家且文武雙全才貌兼備的她，是整個學園的偶像，其他學生都尊稱她是「宮小姐」。雖然有著令人不敢靠近的冷艷美貌，但是當她與姬子獨處時卻會露出完全不同的表情。千歌音對姬子的感情已經超越友情，對她抱持著愛戀之心，而當她看到為了保護姬子而奮力與大蛇對抗的相馬後，其內心也開始出現變化。她擁有弓道、騎馬、網球及鋼琴演奏等多樣才華。
大神相馬（配音：間島淳司）
七之首，背叛大蛇的高中生。他是一之首的弟弟，就讀乙橘學園一年級，與宮小姐並列為學園的偶像，他也是文武雙全才貌亷備，被大家尊稱為「神少爺」。雖然擁有帥氣外貌且非常受女同學歡迎，但是他其實是個十分專情的少年，明明喜歡青梅竹馬的姬子，卻一直沒有勇氣向姬子告白。雖然他身為企圖破壞世界與殺害兩名巫女的邪惡大蛇成員之一，但為了保護心愛的姬子，他仍盡力與大蛇們戰鬥。外表雖然看似冷酷，其實他是個擁有滿腔正義熱血的少年。令人意外的是，他對於愛戀似乎也太不擅長。武器是自己的肉體，騎車衝撞也是他的擅長招數之一，分身是武夜御鳴神。

### 大蛇眾
翼（配音：松本保典）
一之首，七之首相馬的親哥哥。為了不讓弟弟遭家庭暴力的威脅而親手殺害了父母，也因此捨棄了自己原有的人生。他在大蛇中擁有最強的力量，同時有著俊俏冷酷的外型。他幾乎不跟其他人說話，唯有在談到相馬的事情時，才會露出平時罕見的愛恨交織的強烈情緒。武器是劍，分身是嶽鑓御太刀神。
宮子（配音：大谷育江）
二之首，原為修女。由於教會在戰爭中遭人放火燒毀，因此對神與人生感到絕望。她深愛著一之首，並代替實際上完全沒什麼作為的一之首指揮大蛇成員。外表雖然看起來很文靜，但是生氣時卻非常恐怖，她的那種威嚴甚至可以讓以實力決定一切的大蛇成員對她必恭必敬。武器是鏡子，她有時會使用鏡子收集情報，有時則用來發動幻覺攻擊。分身是八雄炬御鎚神。
欺蛇（配音：加瀨康之）
三之首，二之首的弟弟，目前是國中生。父母都在戰爭中過世，最後由宮子的教會收留了他。他的身材在大蛇中最為魁梧，同時還是個愚蠢、好色、喜愛暴力的典型壞蛋。他這種忠於自己的慾望與本能的個性，雖然很像個國中生。或許是因為害怕他的姐姐，他非常討厭巨乳的女性，像姬子這種胸部不大的女生則是他的最愛，雖然時常對姬子發動自己取為名「約會」的性騒擾攻擊，但每次都遭到其他人的阻撓。武器是鎖鏈，能自由自在地操控，分身為飛埜御脚神，通稱「Gun Girl」。
比奈（配音：植田佳奈）
四之首，她是個沒有人氣的偶像。一心饗往演藝界的她，最後還是無法如願成功，也因此遭到無數次的打擊(也包括被經紀公司的人H)。她非常喜歡突顯自己，態度也非常高傲，有時還會調皮地迷惑相馬。她對於工作十分認真，一旦被人看不起就會真的生氣。Oricon排行榜的最高順位為68名〈「我的不來梅之戀」片尾曲「Love‧Love‧Live」〉。她經常被其他成員嘲笑，也因此常常與大家吵架，武器是口紅飛彈，能夠創造出與其他人一摸一樣的分身〈Doll〉。分身是大宇邊御蟲神，通稱「Final Stage」。
怜子（配音：能登麻美子）
五之首，超人氣漫畫家。由於自己原本不好看的「不來梅之戀」突然暢銷，因此不得不繼續畫下去，也因此感到絕望。她對人生充滿了倦怠感，一有機會就會毫不留情地吐糟他人，武器是筆尖手裡劍，分身是火殊羅御雹神。
貓子（配音：野中藍）
六之首，貓咪護士。她原本是被秘密研究所抓來作為實驗用的道具，完全不懂人際關係，只知道打針這種溝通方法。她與翼的情況雖然不同，不過兩人的個性都讓人難以理解。她的思想幾乎等於是個幼兒，因此手法也十分殘酷，她非常喜歡打針跟吃零食。武器是針筒，她能恢復對方的體力，不過相對地會非常疼痛。分身是鑄都祓御霊神。
？？（？？）
八之首，沒人知道他是否真正的存在，是個神秘的人物。只知道他的分身是翼脊深御観神。

### 其他
大神和輝（配音：斉藤茂一）
大神神社的神官，他是相馬的哥哥。他的使命是幫助太陽與月亮兩位巫女，使能夠封印邪惡大蛇的天叢雲復活，而他也為了讓天叢雲復活，日夜埋首於研究之中。個性沉著冷靜而且十分理性，總是很關心相馬的安危。
幸仁（配音：南央美）
住在大神神社，並在神社內擔任和輝助手的大學生。這名散發著詭異氣息的美少年〈？〉，常常喜歡說些戀愛的建議給個性含蓄的相馬聽，時不時偷看相馬為準備約會而寫的筆記，這點令相馬為之氣結。
早乙女真琴（配音：大谷育江）
就讀乙橘學園一年級，姬子的同班同學。個性開朗活潑，同時非常喜歡照顧別人，不論是在男生或是女生之間都非常歡迎。她非常擅長運動，一年級就被選為全國高中聯賽的代表選手。當大蛇攻擊學校宿舍時，很不幸地她也遭到了波及。
如月乙羽（配音：西村千奈美）
她是在姬宮家中專門服侍千歌音的侍女，服侍千歌音的時間已經超過十年以上，不僅與千歌音有深厚的情誼，同時也是唯一理解千歌音對姬子之愛的人，也因此她與姬子相處時總是有種十分複雜的感受。各種家事都難不倒她。

## 大蛇神與劍神天叢雲劍
- 嶽鑓御太刀神（タケノヤスクナズチ）

大蛇一之首，翼的分身。以單體的大蛇機來說他擁有最強的戰鬥力，在兩次交戰中它都壓制住相馬的武夜御鳴神。武器為劍與格鬥，背後有一對光翼可讓它進行空中交戰，合體後成為八岐大蛇的頭部。
- 嶽鑓御太刀神（タケノヤスクナズチ）〈藍〉

翼的分身，相馬借用駕駛翼的分身嶽鑓御太刀神的力量，獲得天叢雲的力量打到大蛇，得到了世界的救贖。
- 八雄炬御鎚神（ヤツノオノコシズチ）

大蛇二之首，宮子的分身。從背後的光背可使出放電與鑽鞭等各種攻擊，外型雖然看不到手，其實腰部藏著隱形手腕。它擅長的攻擊招數也與駕駛的個性相同使用糾纒的手展開攻擊。在第七話它變身成教會，幫助宮子進行幻術攻擊，合體後成為八岐大蛇的腰部。
- 飛埜御脚神（ヒノアシナズチ）

大蛇三之首，欺蛇的分身。最大的特徵就是它那隻超大號的右手，擅長由人型變身為巨大手腕，對敵人進行衝撞攻擊〈通稱百萬噸飛拳〉，它也能發射鐵鍊，將對方緊緊綑綁。合體後成為大蛇的腳。通稱「Gun Girl 」。
- 大宇邊御蟲神（オオウベノセナヅチ）

大蛇四之首，比奈的分身。巨大的單眼為其特徵，能變身成百足或車輪型態，武器為強力的溶解液與怪光線。合體後成為大蛇的背部。通稱「Final Stage」：此通稱是根據駕駛為了想以毀世界為背景，在舞台上表演唱歌的夢想而取的名稱。
- 火殊羅御雹神（ホノシュライズチ）

大蛇五之首，怜子的分身。它能從類似繩文火炎式土器的外型變身成人型，同時能從前後方的兩張臉〈象徵駕駛有兩種個性〉施展火焰與冰風暴攻擊。合體後成為大蛇的手腕。
- 鑄都祓御霊神（イズハラノタマズチ）

大蛇六之首，貓子的分身。它能從形狀為求體的全身發出能源彈，其破壞力大到可以輕易粉碎岩山或鐵橋。合體後成為大蛇的腹部，通稱「喵喵」。
- 武夜御鳴神（タケノヤミカヅチ）

大蛇七之首，相馬的分身。雖然相馬屬於大蛇成員，但仍為了保護日之巫女面戰鬥，或許是反映了駕駛的鬥志與熱血，他擁有最多的武器：他能從兩肩發射出「飛光斬盤」，從雙手手背射出怪光線「射魔破彈」，最大的絕招就是朝著對方發射光彈後，再利用拳頭加以引爆的「日輪光烈大擊破」。他的必殺技也有不同類型，例如在第三話使用的「日輪光列‧飛天鳳凰腳」〈由於是使用腳的招數所以名稱改為光烈〉，以及在第七話使用的「日輪光烈絕擊破」〈超級版本〉等。合體後成為大蛇的胸部。
- 武夜御鳴神（タケノヤミカヅチ）〈紅〉

真正的摸樣。月之巫女，姬宮千歌音從七之首大神相馬手中硬搶來的。他回應著決定接受悲慘命運的千歌音，機身的顏色也是彷彿千歌音所流下的血淚：象徵禍害的火紅色。武器也是使用千歌音擅長的弓箭。他與「八雄炬御鎚神」、「翼脊深御観神」、「嶽鑓御太刀神」對天叢雲展開一場死鬥。
- 翼脊深御観神（ヨクセミノミズチ）

大蛇八之首的分身，有著類似鳥類外型的它，能夠以超高速飛行，當其他大蛇被敵人打敗時，他都會在第一時間出現救援。它能變身為鑽型，並藉以攻擊敵人，合體後成為大蛇的翅膀。
- 劍神 天叢雲

她是為了封印邪惡大蛇的靈魂而誕生的女神。大蛇的力量來源為「人的憎惡」，天叢雲則是從「兩位巫女的愛」之中獲得力量。她的外在型態可分成戰鬥時的人型，以及封印時的劍型，當巫女真正覺醒並奉獻出自己時，她就能發揮真正的力量。除此之外，那就是扶正這個遭大蛇扭曲的世界；要完成這項使命，必須由兩為巫女舉行「最後的儀式」。天叢雲除了是封印大蛇的聖劍外，同時也是斬斷兩位巫女感情的利刃。

## 漫畫
於2004年連載於角川書店旗下雜誌《月刊少年Ace》上，單行本全2卷。中文版由台灣角川代理發行。
| 册数 | 角川書店      | 角川書店               | 台灣角川      | 台灣角川               |
| 册数 | 發售日期      | ISBN                   | 發售日期      | ISBN                   |
| ---- | ------------- | ---------------------- | ------------- | ---------------------- |
| 1    | 2004年9月24日 | ISBN 978-4-04-713666-3 | 2007年3月31日 | ISBN 978-986-174-249-6 |
| 2    | 2005年6月25日 | ISBN 978-4-04-713731-8 | 2007年5月9日  | ISBN 978-986-174-325-7 |

## 電視動畫
2004年10月開始至同年12月放送完畢。全12話。原作與動畫是屬於平行世界的關係。

### 製作團隊
- 原作 - 介錯
- 監督 - 柳澤哲也
- 系列構成 - 植竹須美男
- 人物設計、總作畫監督 - 藤井牧
- 機械設計 - 村田護郎
- 設計工作、總機械作畫監督 - 塩川貴史
- 美術監督 - 安原稔
- 色彩設計 - 木村聰子
- 攝影監督 - 齋藤昭裕
- 編輯 - 櫻井崇
- 音樂 - 窪田美娜（日语：窪田ミナ）
- 音響監督 - 岩浪美和
- 製作人 - 日高功、川瀨浩平
- 負責製作人 - 中川忍
- 原作協力、動畫製作 - TNK
- 製作 - 神無月的巫女製作委員會（東芝娛樂、NBC環球娛樂、Mausu Promotion、Memory-Tech、TNK）

### 主題曲
片頭曲「Re-sublimity」
作詞・歌 - KOTOKO / 作曲・編曲 - 高瀨一矢
片尾曲「agony」
作詞・歌 - KOTOKO / 作曲・編曲 - 中澤伴行
插入曲「Suppuration -core-」
作詞・歌 - KOTOKO / 作曲・編曲 - 高瀬一矢

### 各話列表
| 話數 | 日文標題 | 中文標題       | 腳本       | 分鏡            | 演出       | 作畫監督   | 機械作畫監督 |
| ---- | -------- | -------------- | ---------- | --------------- | ---------- | ---------- | ------------ |
| 1    |          | 常世之國       | 植竹須美男 | 柳澤哲也        | 柳澤哲也   | 川口理惠   | 鹽川貴史     |
| 2    |          | 重疊的日月     | 植竹須美男 | 柳澤哲也        | 藏本穂高   | 北野幸廣   | 福島秀機     |
| 3    |          | 秘戀貝         | 植竹須美男 | 一分寸僚安      | 三宅雄一郎 | 森前和也   | 森田岳士     |
| 4    |          | 心繫伊人       | 花田十輝   | 鷹野大          | 江上潔     | 中島美子   | 鹽川貴史     |
| 5    |          | 跨越夜晚的黑暗 | 植竹須美男 | 南康宏          | 西山明樹彥 | 石橋有希子 | 西井正典     |
| 6    |          | 君若暖陽       | 花田十輝   | 福島一三        | 水野健太郎 | 赤尾良太郎 | -            |
| 7    |          | 降於戀獄之雨   | 植竹須美男 | 鷹野大 柳澤哲也 | 長澤和宏   | 川口理惠   | 鹽川貴史     |
| 8    |          | 銀月風暴       | 植竹須美男 | 中村憲由        | 中村憲由   | 長森佳容   | 鹽川貴史     |
| 9    |          | 前往黃泉比良坡 | 植竹須美男 | 久保太郎        | 久保太郎   | 内田順久   | T・T・B      |
| 10   |          | 愛與死的邀請函 | 植竹須美男 | 鷹野大          | 新田義方   | 櫻井正明   | 鹽川貴史     |
| 11   |          | 劍之舞會       | 植竹須美男 | 小寺勝之        | 福本潔     | 田中基樹   | 田中基樹     |
| 12   |          | 神無月巫女     | 植竹須美男 | 柳澤哲也        | 柳澤哲也   | 藤井牧     | 鹽川貴史     |

### 播放電視台
| 播放地域   | 播放電視台   | 播放期間                  | 播放日期             | 放送時段       | 備註     |
| ---------- | ------------ | ------------------------- | -------------------- | -------------- | -------- |
| 千葉縣     | CTC          | 2004年10月1日 - 12月17日  | 星期五 24:30 - 25:00 | 獨立UHF局      |          |
| 神奈川縣   | TVK          | 2004年10月2日 - 12月18日  | 星期六 25:00 - 25:30 | 獨立UHF局      |          |
| 日本全域   | NECO Channel | 2004年10月4日 - 12月20日  | 星期一 25:00 - 25:30 | CS放送         | 重播     |
| 京都府     | KBS京都      | 2004年10月4日 - 12月20日  | 星期一 25:25 - 25:55 | 獨立UHF局      | [ 注 1 ] |
| 埼玉縣     | 埼玉電視台   | 2004年10月7日 - 12月23日  | 星期四 25:00 - 25:30 | 獨立UHF局      |          |
| 中京廣域圈 | 名古屋電視台 | 2004年10月13日 - 12月22日 | 星期三 27:08 - 27:38 | 朝日電視台系列 |          |
| 日本全域   | AT-X         | 2005年9月8日 - 11月24日   | 星期四 11:00 - 11:30 | CS放送         | 重播     |

## 外部連結
- 動畫官方網站 （页面存档备份，存于）（日語）
- 漫畫作者官方網站 （页面存档备份，存于）（日語）